# André Barrault
Pour les articles homonymes, voir Barrault.
Chanoine du diocèse de Meaux, André Georges Barrault est né le 3 mars 1909 à Varennes-sur-Seine et mort  au sein de l'Hôpital Lariboisière le 5 novembre 1972 dans le 10e arrondissement de Paris.
Fondateur, secrétaire et président de la Société d'Histoire et d'Art du Diocèse de Meaux, il est l'auteur de plusieurs monographies patrimoniales sur Melun, Crécy la Chapelle, Montereau-Fault-Yonne, Louis Braille à Coupvray, etc ...
Il a produit divers articles dans la Croix de Seine-et-Marne, la Semaine religieuse de Meaux...
- Vie, mort et résurrection de la Conférence d'histoire et d'archéologie du diocèse de Meaux (1893-1908), 1957
- La Collégiale de Crécy-la-Chapelle, 1961.
- L’Église Saint Aspais de Melun, édition Moussay, Gruot et Bonne, Meaux 1964.
- Une liguée d'exécuteurs des jugements criminels, les Sanson, 1688-1847, 1968.
- Collégiale Notre-Dame et Saint-Loup à Montereau.